# Clathria reinwardti
Clathria reinwardti är en svampdjursart som beskrevs av Vosmaer 1880. Clathria reinwardti ingår i släktet Clathria och familjen Microcionidae. Inga underarter finns listade i Catalogue of Life.

## Bildgalleri

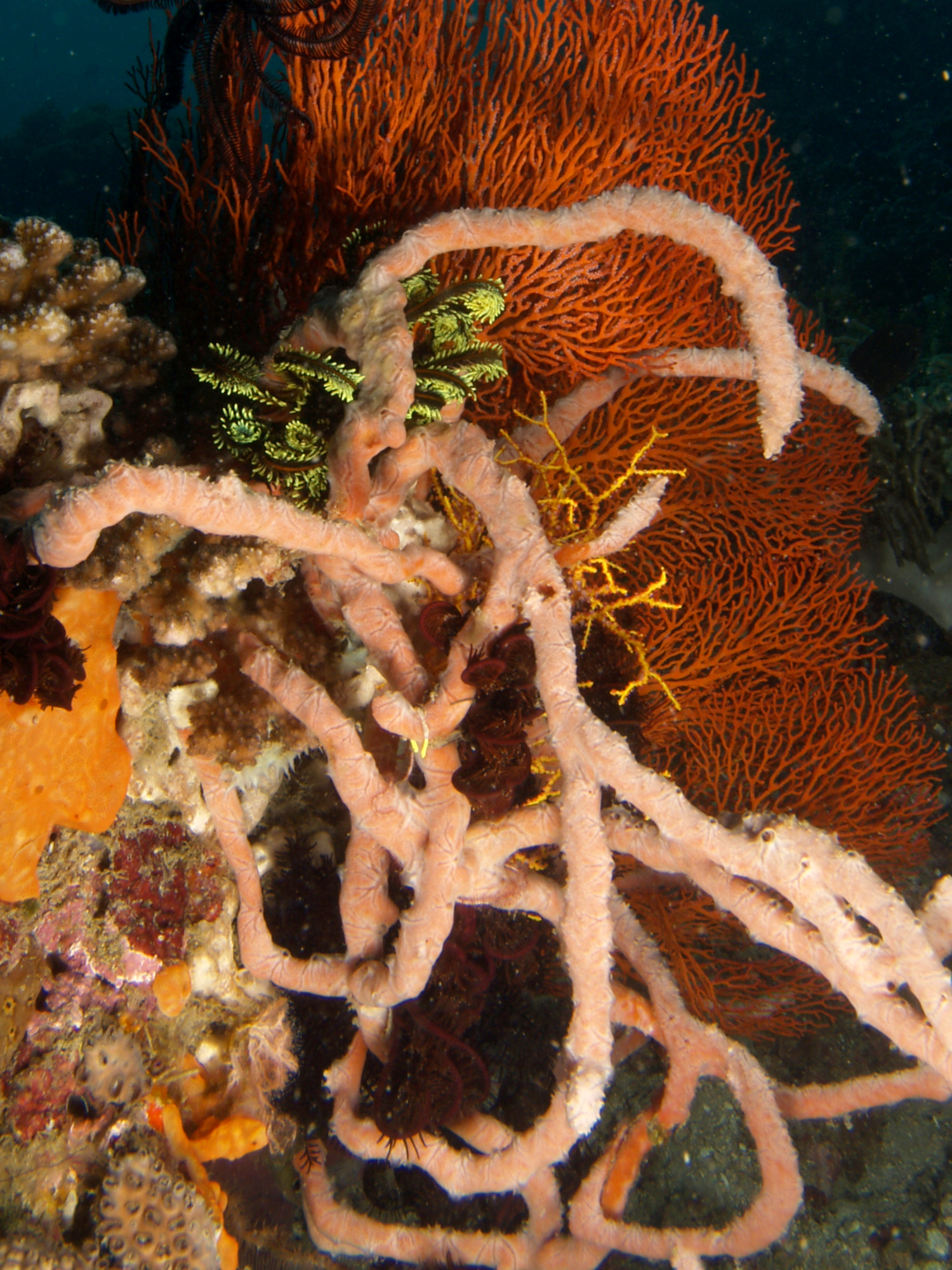